# Flaviano di Ricina
Flaviano di Ricina (III secolo – Helvia Recina, III secolo) fu il primo vescovo di Helvia Recina, ed è venerato come santo dalla Chiesa cattolica.

## Agiografia
Il vescovo Flaviano, fu probabilmente il primo vescovo di Ricina antica città romana delle Marche fondata dai Piceni. Visse nel III secolo e non sappiamo come fu martirizzato, ma cadde probabilmente nel numero dei martiri, in gran quantità durante il regno degli imperatori Decio e Valeriano, che colpì molti vescovi dell'epoca. A promuovere la figura di questo santo martire fu il suo successore alla cattedra vescovile di Helvia Recina: Claudio, altro santo marchigiano molto venerato, soprattutto nel territorio maceratese, colonizzato dagli abitanti del municipio romano ricinese in fuga dalle invasioni barbariche verso le colline ritenute maggiormente difendibili dell'antica Helvia Recina situata in mezzo alla valle del Potenza.
Viene spesso confuso col l'omonimo Patriarca di Costantinopoli, che è vissuto due secoli dopo il vescovo di Ricina.

## Culto
Dopo il martirio le sue ossa furono riposte in una chiesa (oggi scomparsa dopo l'invasione dei Goti) nella città romana. Con la distruzione della stessa nel V o VI secolo, il suo culto fu diffuso nella città di Recanati, appena fondata dai ricinesi in fuga sulle colline.
Ma non tutti i ricinesi scelsero di fuggire verso est, un altro gruppo si diresse invece sulle colline a sud-ovest fondando Macerata. Costruita dai benedettini un'Abbazia nei pressi di Pollenza sopra un tempio pagano dedicato alla dea Bona, questa abbazia prese il nome di Rambona e le spoglie del vescovo-martire pare siano state riposte in un sarcofago nella cripta dell'abbazia dopo la fuga dalla città di Helvia Recina.
L'Abate, poi santo, di Rambona Amico, era solito pregare davanti al sarcofago con i resti del vescovo Flaviano di Ricina.
I resti trovati nel sarcofago esaminati a Rambona risalgono all'epoca di San Flaviano anche se mancano appoggi documentari sull'effettiva sepoltura del santo in questa Abbazia.
San Flaviano da Ricina è ricordato il 24 novembre, generalmente indicata come data del suo martirio. È co-patrono della città di Recanati, anche se altre fonti ritengono patrono di Recanati Flaviano Patriarca di Costantinopoli, i cui resti si venerano nell'omonima chiesa di Giulianova, ma alcune reliquie si trovano nella chiesa recanatese a lui dedicata.